# Fiumefreddo di Sicilia (stacja kolejowa)
Fiumefreddo di Sicilia (wł. Stazione di Fiumefreddo di Sicilia) – stacja kolejowa w Fiumefreddo di Sicilia, w prowincji Katania, w regionie Sycylia, we Włoszech. Stacja znajduje się na linii Mesyna – Syrakuzy
Według klasyfikacji RFI ma kategorię brązową.

## Linie kolejowe
- Linia Mesyna – Syrakuzy